# Diocèse de Bonfim
Le diocèse de Bonfim (en latin, Dioecesis Bonfimensis) est une circonscription ecclésiastique de l'Église catholique au Brésil.
Son siège se situe dans la ville de Senhor do Bonfim, dans l'État de Bahia. Créé en 1933, il est suffragant de l'archidiocèse de Feira de Santana et s'étend sur 33 655 km2.
Son évêque depuis 2019 est Mgr Hernaldo Pinto Farias, S.S.S..